# Березинська ЗОШ I-III ст.
Березинська загальноосвітня школа І—ІІІ ступенів — загальноосвітня школа в с. Березина Миколаївського району Львівської області, Україна.

## Історія шкільництва в Березині
У 1844 в селі було засновано філійну школу, яку у 1875 реорганізовано у початкову. Вчитель отримував 50 злотих на рік.
А з 1897 школа діяла як двокласна з українською мовою навчання. В цьому ж році, з допомогою держави, було збудовано новий будинок, який мав два навчальні приміщення і житлове — для вчителя-директора.
Вчитель в той час користувався великим авторитетом і повагою. До теперішнього часу старенькі мешканці села з особливою повагою і теплом згадують місцеву вчительку п. Корецьку та отця-катехита Василя Вірчака, які не шкодуючи себе закладали у серцях учнів любов до книжки і ближнього свого, виховували з простих сільських хлопців і дівчат патріотів свого села та своєї Батьківщини України.
У 1914 році в Березині було відкрито ще одну школу, з польською мовою навчання. Праця вчителя оплачувалась за четвертим класом оплати. Школу утримували мешканці села поляки та панський двір(фільварок). Школа знаходилась на території фільварка. У 1925 році цю школу відвідувало 35 чоловік.
Точних даних скільки дітей відвідувало в той час українську школу немає, але відомо, що станом на 1921 рік в Березині прживало: українців греко-католиків — 1231, поляків римо-католиків — 253, євреїв — 30.
У 1939 році, з першим приходом радянської влади, польську школу було перетворено на сільський клуб, а після війни разом із березинською МТС її було спалено.
Після війни, у 1949 році, березинську школу реорганізовано на семирічну, а в 1961 освіта в колишньому союзі стала восьмирічною.
Також в 1960—1961 до існуючої школи прибудовано приміщення зі спортивним залом та другим поверхом. Адже частина учнів в той час навчалися у старій сільській раді(кандрупі) та в хаті репресованої Іванни Гудими. Велику допомогу й ініціативу проявила районна влада та Віра Василівна Люкова — директор школи, мешканка села. І практично за півтори року школа вже могла прийняти 350 учнів.
За час керівництва школою Богдана Олексійовича Гладія, методом народного будівництва в 1980 році збудовано і майстерню.
З вересня 1991 року, з допомогою депутата Верховної Ради п. Ірини Калинець, Березинську школу було реформовано в середню.
13 жовтня 1996 року в переддень храмового празнику Покрова Пресвятої Богородиці на подвір'ї школи на кошти громади та навколишніх підприємств встановлено пам'ятник Іванові Франку.
У ювілейному сотому 1997—1998 навчальному році було проведено ремонт школи. 14 жовтня 1997 року відбулось посвячення школи.
У 2009 році минає 165 річниця з часу заснування першої школи в Березині.

### Протягом 20 сторіччя директорами школи в Березині були
1920 — Корецький
1920 — Корецька
1934 — Бляткевич
1939 — Якубова
1943 — Христина Михайлівна Слівова
1948 — Олексій Петрович Фляга
1956 — Віра Василівна Люкова
1962 — Тимофій Петрович Гонтарук
1963 — Прокіп Тихонович Мороз
1978 — Богдан Олексійович Гладій
1982 — Наталія Романівна Кучма
1990 — Мирон Федорович Березюк(теперішній директор)